# Archophileurus guyanus
Archophileurus guyanus är en skalbaggsart som beskrevs av Roger Paul Dechambre 2006. Archophileurus guyanus ingår i släktet Archophileurus och familjen Dynastidae. Inga underarter finns listade.